# Herb gminy Łużna
Herb gminy Łużna – jeden z symboli gminy Łużna, wprowadzany wraz z innymi symbolami gminy Uchwałą Nr XXXI/245/17 Rady Gminy Łużna z dnia 27 stycznia 2017 w sprawie ustanowienia herbu, flagi, banera, flagi stolikowej, pieczęci, sztandaru Gminy Łużna. Herb uzyskał pozytywną opinię Ministra Spraw Wewnętrznych i Administracji, wydaną na podstawie pozytywnej opinii Komisji Heraldycznej przy MSWiA nt. zgodności herbu z zasadami heraldyki.

## Uzasadnienie symboliki
Dwa krzyże mantuańskie symbolizują dwie średniowieczne parafie leżące na terenie gminy: parafię św. Marcina Biskupa w Łużnej oraz parafię św. Michała Archanioła w Szalowej. Krzyże te symbolizują również znajdujący się w Łużnej cmentarz wojenny nr 123. Użycie krzyży mantuańskich związane jest z tym, że ten lub podobny kształt krzyża dość często jest spotykany w rzymskokatolickich budowlach sakralnych z terenu Polski od XIII do XIX w.
Gryf symbolizuje ród Gryfitów, pieczętujący się herbem Gryf, który w XIV i XV w. odegrał główną rolę w zakładaniu części wsi obecnej gminy Łużna.

## Historia
Pracę nad symbolami gminy Łużna trwały od lipca 2015. Opracowanie historyczno-heraldyczne wykonał heraldyk Uniwersytetu Jagiellońskiego Włodzimierz Chorązki. Projekty graficzne wykonała artystka Karolina Chorązka-Paluch. Przygotowane został cztery projekty herbu (każdy na tarczy późnogotyckiej typu hiszpańskiego):
1. w polu czerwonym, po prawej dwa krzyże kawalerskie w słup srebrne, po lewej takiż gryf o złotym dziobie i szponach
2. w polu czerwonym, w głowie tarczy dwa krzyże kawalerskie w pas srebrne, a pod nimi takiż gryf o złotym dziobie i szponach
3. w polu czerwonym między dwoma krzyżami łacińskimi z nakryciem krokwiowym srebrnymi w lewy skos, krzywaśń srebrna z zaćwieczonym krzyżem złotym
4. w polu czerwonym u podstawy pagór złoty, a na nim takiż krzyż łaciński z nakryciem krokwiowym.

Ostatecznie wybrano zmodyfikowaną wersję drugą (z pół gryfem, podczas gdy w projekcie gryf był cały).

Herb (logo) gminy Łużna używany do 2017
Herb Gryf, do którego nawiązuje herb gminy Łużna